# Oppiphorina powelli
Oppiphorina powelli is een mosdiertjessoort uit de familie van de Phorioppniidae. De wetenschappelijke naam van de soort is, als Hippoporina powelli, voor het eerst geldig gepubliceerd in 1989 door Gordon.